# Hoya dischorensis
Hoya dischorensis är en oleanderväxtart som beskrevs av Rudolf Schlechter. Hoya dischorensis ingår i släktet Hoya och familjen oleanderväxter. Inga underarter finns listade i Catalogue of Life.